# Kalamazoo megye
Kalamazoo megye az Amerikai Egyesült Államokban, azon belül Michigan államban található. Megyeszékhelye és legnagyobb városa Kalamazoo. Lakosainak száma 261 670 fő (2020. április 1.). Kalamazoo megye Barry, Saint Joseph, Calhoun, Branch, Cass, Van Buren és Allegan megyékkel határos.

## Népesség
A megye népességének változása:
| Lakosok száma | 250 758 | 252 460 | 254 850 | 256 725 | 260 263 | 261 670 |
|               | 2010    | 2011    | 2012    | 2013    | 2015    | 2020    |